# Dia dels Drets Humans
L'Assemblea General de les Nacions Unides va designar el 10 de desembre com el Dia dels Drets Humans. Aquest dia, en 1948, es va signar la Declaració Universal dels Drets Humans.

## Celebració
El Dia dels Drets Humans se celebra tots els anys el 10 de desembre. «Es commemora el dia en què, en 1948, l'Assemblea General de les Nacions Unides va aprovar la Declaració Universal dels Drets Humans. En 1950, l'Assemblea va adoptar la resolució 423 (V), convidant a tot els Estats i organitzacions interessades al fet que observin el 10 de desembre de cada any com a Dia dels Drets Humans».
| «                                    | «Els nostres Drets. Les nostres llibertats. Sempre» En aquesta ocasió el Dia està dedicat al llançament d'una campanya d'un any de durada per commemorar el 50è aniversari dels dos pactes internacionals de drets humans: el Pacte Internacional de Drets Econòmics, Socials i Culturals i el Pacte Internacional de Drets Civils i Polítics, que van ser adoptats per l'Assemblea General el 16 de desembre 1966. Els dos Pactes, juntament amb la Declaració Universal dels Drets Humans, constitueixen la Carta Internacional de Drets Humans, que estableix els drets civils, polítics, culturals, econòmics i socials que té tot ésser humà en néixer. «Els nostres Drets. Les nostres llibertats. Sempre» té com a objectiu promoure i donar a conèixer els dos Pactes en el seu 50è aniversari. | » |
| — Organització de les Nacions Unides | |   |

- Logo i material promocional
- Dades i xifres sobre els dos Pactes

L'assemblea general proclama la Declaració Universal de Drets Humans com a ideal comú pel qual tots els pobles i nacions han d'esforçar-se, a fi que tant individus com a institucions, inspirant-se constantment en ella, promoguin, mitjançant l'ensenyament i l'educació, el respecte a aquests drets i llibertats, així com el compliment de les seves obligacions, i al seu torn, mitjançant mesures progressives de caràcter nacional i internacional, s'asseguri el seu reconeixement i aplicació universals i efectius, tant entre els pobles d'Estats Membres com entre els dels territoris disposats sota la seva jurisdicció.

## Iguals i no discriminatoris
| « | La no discriminació és un principi transversal en el dret internacional de drets humans. Està present en tots els principals tractats de drets humans i constitueix el tema central d'algunes convencions internacionals com la Convenció Internacional sobre l'Eliminació de totes les Formes de Discriminació Racial i la Convenció sobre l'Eliminació de totes les Formes de Discriminació contra la Dona. | » |

El principi s'aplica a tota persona en relació amb tots els drets humans i les llibertats, i prohibeix la discriminació sobre la base d'una llista no exhaustiva de categories tals com a sexe, raça, color, i així successivament. El principi de la no discriminació es complementa amb el principi d'igualtat, com ho estipula l'article 1 de la Declaració Universal de Drets Humans: Tots els éssers humans neixen lliures i iguals en dignitat i drets.

## Universals i inalienables
| « | Considerant que una concepció comuna d'aquests drets i llibertats és de la major importància per al ple compliment d'aquest compromís. | » |

El principi d'universalitat dels drets humans és la pedra angular del dret internacional dels drets humans.
Aquest principi, àmpliament esmentat tant en convenis, declaracions i resolucions internacionals sobre drets humans, disposa que tots els Estats tenen el deure, independentment dels seus sistemes polítics, econòmics i culturals, de promoure i protegir tots els drets humans, així com les seves llibertats fonamentals.
Els drets humans són també inalienables, ja que no han de suprimir-se excepte en determinades situacions i concorde a les degudes garanties processals. Dau és el cas, quan s'ha de restringir el dret a la llibertat si un tribunal de justícia dictamina que una persona és culpable d'haver comès un delicte.

## Dies anteriors
| Any  | Tema                                                                                  |
| ---- | ------------------------------------------------------------------------------------- |
| 2015 | «Els nostres Drets. Les nostres llibertats. Sempre»                                   |
| 2014 | Drets Humans, 365 dies a l'any                                                        |
| 2013 | 20 anys treballant pels teus drets                                                    |
| 2012 | La meva veu explica                                                                   |
| 2011 | Celebrem els Drets Humans                                                             |
| 2010 | Fes-te sentir, posa fi a la discriminació                                             |
| 2009 | Viu la diversitat, acaba amb la discriminació                                         |
| 2008 | Dignitat i justícia per tots 60è aniversari de la Declaració de Drets Humans          |
| 2007 | Commemoració del 60è aniversari de la Declaració                                      |
| 2006 | Lluita contra la pobresa és obligació i no caritat                                    |
| 2005 | La tortura i els esforços que es realitzen a escala mundial per combatre-la           |
| 2004 | Educació en drets humans                                                              |
| 2003 | Conegui els seus drets humans                                                         |
| 2002 | Una visió que pugui ajudar a produir un nou equilibri en les relacions internacionals |